# Sjællandsmesterskaberne i landevejscykling
Sjællandsmesterskaberne i landevejscykling (også kaldet SM) er den/de konkurrence(r), hvor landevejscykelryttere fra Sjælland kan deltage i striden om at vinde og blive sjællandsmester i en disciplin inden for landevejscykling; linjeløb, enkeltstart eller holdløb.
| Sport | Spire Denne artikel om sport er en spire som bør udbygges. Du er velkommen til at hjælpe Wikipedia ved at udvide den. |